# Ernesto Cucchiaroni
Ernesto Bernardo Cucchiaroni (Posadas, Misiones, 16 de noviembre de 1927 - ib., 4 de julio de 1971) fue un futbolista argentino que jugaba en la posición de delantero. Es uno de los máximos ídolos en la historia de la Sampdoria de Italia. Se destacó también en Milan y Tigre. Fue internacional con la Selección Argentina. Es considerado el mejor futbolista misionero de la historia.

## Historia

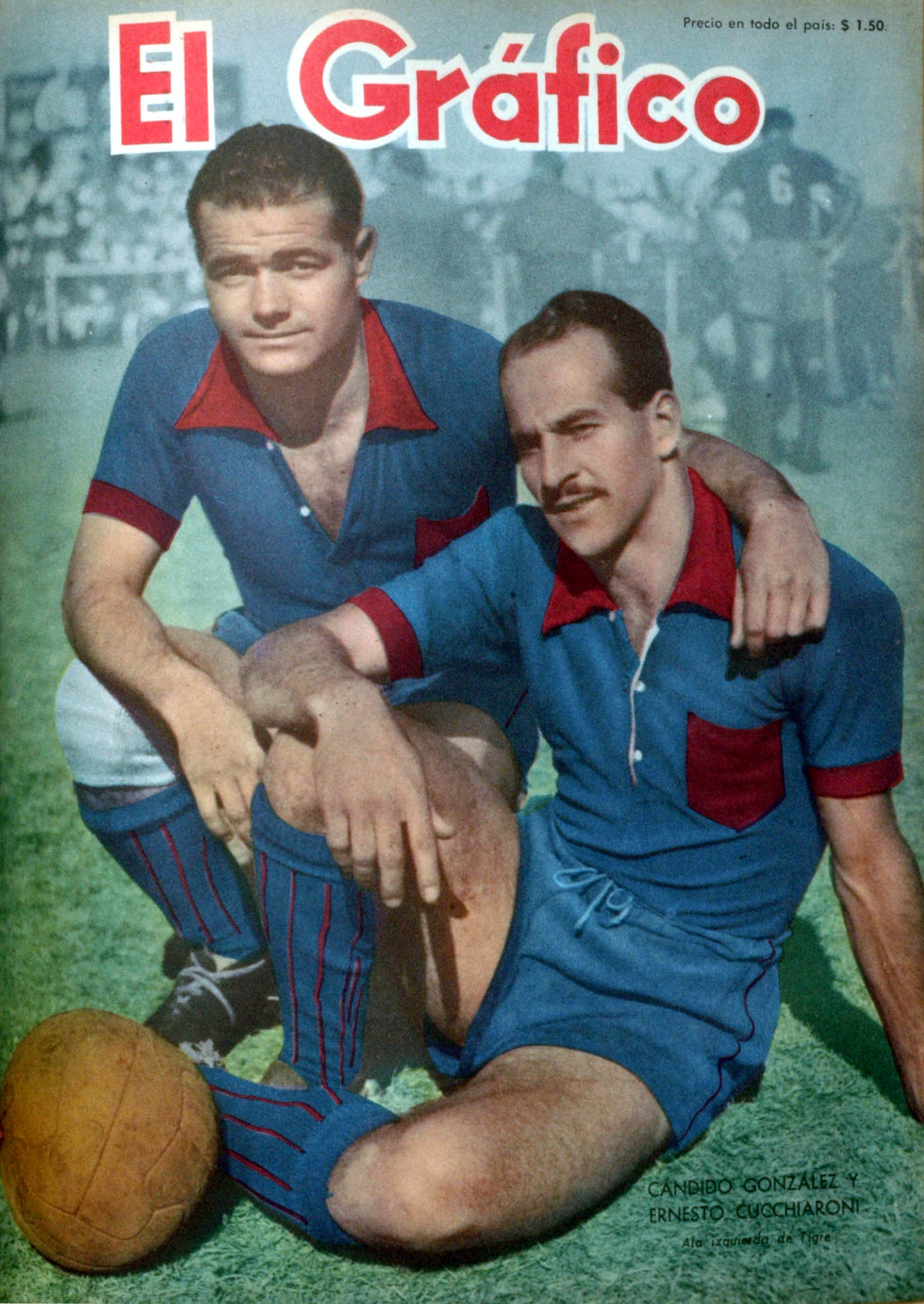
Cándido González y Ernesto en la portada de El Grafico vistiendo la camiseta de Tigre.

### Tigre
Llegó a  Tigre en el año 1949 desde su Posadas natal. Su llegada hizo que se terminara de formar como jugador. 
Comenzó jugando como inside izquierdo, aunque se terminó destacando jugando de extremo. Sus aceleraciones y frenos en espacios reducidos apilaban rivales que eran superados por endiabladas gambetas. En el club de Victoria logró marcar un total de 59 goles en 139 partidos disputados.

### Selección Argentina
El andar del misionero fue tan destacado, que lo convocaron para la Selección Argentina de fútbol que disputó la Copa América 1955. El combinado nacional ganaría aquel torneo con triunfos resonantes, como un 6 a 1 ante Uruguay, la segunda mayor goleada ante el clásico rival rioplatense. Se consagró campeón al vencer a Chile en la final por 1 a 0.
Esta actuación llamó el interés de un equipo grande, y así fue adquirido por Boca Juniors en una cifra millonaria para la época, tanto, que con esa plata, Tigre concluyó con la construcción de su tribuna techada del estadio Jose Dellagiovanna. Entre medio, fue nuevamente convocado a la selección, con la que disputó y obtuvo los subcampeonatos de la Copa América 1956 y el Panamericano de México, ambos en 1956.

### En el fútbol italiano
Dos años más tarde triunfó en el fútbol italiano, destacándose con la camiseta del AC Milan, equipo con el que sale campeón de la Serie A, siendo él la sensación del campeonato. Además, disputó como titular la final de la Champions League 1957-58, cayendo ante el poderoso Real Madrid de Alfredo Di Stéfano, Raymond Kopa y Paco Gento. 
En 1958 pasa al Sampdoria donde por un laso de cinco años mostró su maravillosa gema de recursos, llegándose a convertir en ídolo de la institución.

## Ultras Tito Cucchiaroni
Los ultras de la Sampdoria, algo así como la barra brava del equipo de Génova, en el norte italiano, se autodenominan como los «Ultras Tito Cucchiaroni», en homenaje a uno de sus jugadores más emblemáticos. 
Luego de 138 partidos diputados y 40 goles marcados en cuatro temporadas, Tito se convirtió en el ídolo de la afición de un tradicional club italiano. Tanto, que en 1969 surgió la primera barra de ultras en el fútbol italiano, la que decidió denominarse UTC, que sencillamente significa Ultras Tito Cucchiaroni. Los mismos se ubican en la gradinata sur del estadio Luigi Ferraris y todos los domingos, cuando la Sampdoria juega de local, se observan sus banderas con su emblemática frase.

## Trayectoria
| Club         | País      | Período     |
| ------------ | --------- | ----------- |
| Tigre        | Argentina | 1949-1955   |
| Boca Juniors | Argentina | 1955-1956   |
| AC Milan     | Italia    | 1956 - 1958 |
| Sampdoria    | Italia    | 1958 - 1963 |

## Palmarés

### Campeonatos nacionales
| Competición | Club     | País      | Año  |
| ----------- | -------- | --------- | ---- |
| Primera B   | Tigre    | Argentina | 1953 |
| Serie A     | AC Milan | Italia    | 1957 |

### Copas internacionales
| Competición  | Equipo              | Sede  | Año  |
| ------------ | ------------------- | ----- | ---- |
| Copa América | Selección Argentina | Chile | 1955 |